# Збірна Саудівської Аравії з хокею із шайбою
Збірна Саудівської Аравії з хокею із шайбою — національна чоловіча збірна команда Саудівської Аравії, яка представляє країну на міжнародних змаганнях з хокею. Функціонування команди забезпечується Хокейною асоціацією Саудівської Аравії.

## Історія
Свій перший матч збірна Саудівської Аравії зіграла у 2010 році у рамках чемпіонату арабських країн з хокею, який проходив в Ель-Кувейті. Саудівська Аравія провела три матчі, в першому матчі програла Кувейту 3:10. У другому турі програли збірній Об'єднаних Арабських Еміратів 1:14, це найбільша поразка аравійців. У заключному турі турніру перемогли збірну Омана 3:1,  у підсумку Саудівська Аравія зайняла третє місце у турнірі.

## Статистика зустрічей на міжнародній арені
Станом на 29 травня 2010 року.
| Команда                    | І | В | Н | П | Ш      |
| -------------------------- | - | - | - | - | ------ |
| Кувейт                     | 1 | 0 | 0 | 1 | 3 : 10 |
| Оман                       | 1 | 1 | 0 | 0 | 3 : 1  |
| Об'єднані Арабські Емірати | 1 | 0 | 0 | 1 | 1 : 14 |